# Mercurio (araldica)

Mercurio sullo stemma di Mercogliano

Il simbolo di Mercurio sullo stemma di Rutsweiler am Glan, Germania

In araldica Mercurio, dio del commercio, simboleggia floridità nel commercio e abilità nel negoziare, secondo altri testi invece è simbolo di «prudenza conciliatrice degli animi». Viene di norma rappresentato con cappelletto alato in testa, caduceo nella destra e i coturni ai piedi alati. Nell'araldica inglese, facendo riferimento al pianeta e non alla divinità, viene anche denominato Mercurio (Mercury) il color porpora presente sugli stemmi dei principi sovrani.
È utilizzato più come cimiero che nelle armi.